# 长丝沿阶草
长丝沿阶草（学名：Ophiopogon clarkei）为百合科沿阶草属下的一个种。

## 扩展阅读
維基物種上的相關：长丝沿阶草